# Todd Watkins
Todd Watkins (San Diego, 22 giugno 1983) è un giocatore di football americano statunitense attualmente free agent.

## Nella NFL
Stagione 2006
Scelto dagli Arizona Cardinals, è stato messo nella squadra di pratica senza mai giocare una partita.
Stagione 2007
È passato agli Atlanta Falcons ma anche qui ha preso parte solo con la squadra di pratica.
Stagione 2008
Ha firmato con gli Oakland Raiders. È sceso in campo per la prima volta in una partita ufficiale il 2 novembre contro i Falcons: ha giocato 8 partite ma nessuna da titolare.
Stagione 2009
Ha fatto il suo debutto da titolare il 4 ottobre a Houston contro gli Houston Texans. Ha giocato 13 partite di cui una sola da titolare facendo 8 ricezioni per 90 yard ed 6 tackle tutti da solo.
Stagione 2010
È diventato restricted free agent. Poi ha firmato un contratto di un anno di nuovo con i Raiders. Il 4 settembre è stato tagliato.

## Vittorie e premi
Nessuno.